# Mähnenbarsche
Die Mähnenbarsche (Caristiidae) sind eine Familie barschverwandter Fische, die mit 19 rezenten Arten in allen Meeren in Tiefen von 100 bis 3600 Metern vorkommt.

## Merkmale
Mähnenbarsche werden 12 bis 32 Zentimeter lang und haben einen hochrückigen, seitlich abgeflachten Körper und einen sehr stumpfen Kopf. Ihre Rückenflosse ist sehr hoch mit einer langen Flossenbasis und beginnt auf dem Kopf. Die Afterflosse hat die Hartstrahlen verloren und wird von 17 bis 22 Weichstrahlen gestützt. Die Brustflossen haben 16 bis 21 Flossenstrahlen. Die langen, von einem Hart- und fünf Weichstrahlen gestützten Bauchflossen haben ihre Basis vor oder unmittelbar hinter der Brustflossenbasis. Die Schwanzflosse hat 15 geteilte Flossenstrahlen. Die Anzahl der Branchiostegalstrahlen beträgt sieben, die der Wirbel 35 bis 40.
Mähnenbarsche leben mit Staatsquallen zusammen und ernähren sich auch von Teilen derselben.

## Innere Systematik
Es gibt vier Gattungen und 19 rezente Arten:
- Gattung Caristius Gill & Smith, 1905[3][4]
  - Caristius barsukovi Kukuev, Parin & Trunov, 2013
  - Caristius digitus Stevenson & Kenaley, 2013
  - Caristius fasciatus (Borodin, 1930)
  - Caristius japonicus Gill & Smith, 1905
  - Caristius litvinovi Kukuev, Parin & Trunov, 2013
  - Caristius macropus (Bellotti, 1903)
  - Caristius meridionalis Stevenson & Kenaley, 2013
  - Caristius walvisensis Kukuev, Parin & Trunov, 2013
- Gattung Neocaristius Stevenson & Kenaley, 2011
  - Neocaristius heemstrai (Trunov, Kukuev & Parin, 2006)
- Gattung Paracaristius Trunov, Kukuev & Parin, 2006[5]
  - Paracaristius aquilus Stevenson & Kenaley, 2011
  - Paracaristius maderensis  (Maul, 1949)
  - Paracaristius nemorosus Stevenson & Kenaley, 2011
  - Paracaristius nudarcus Stevenson & Kenaley, 2011
- Gattung Platyberyx Zugmayer, 1911[3]Platyberyx opalescens

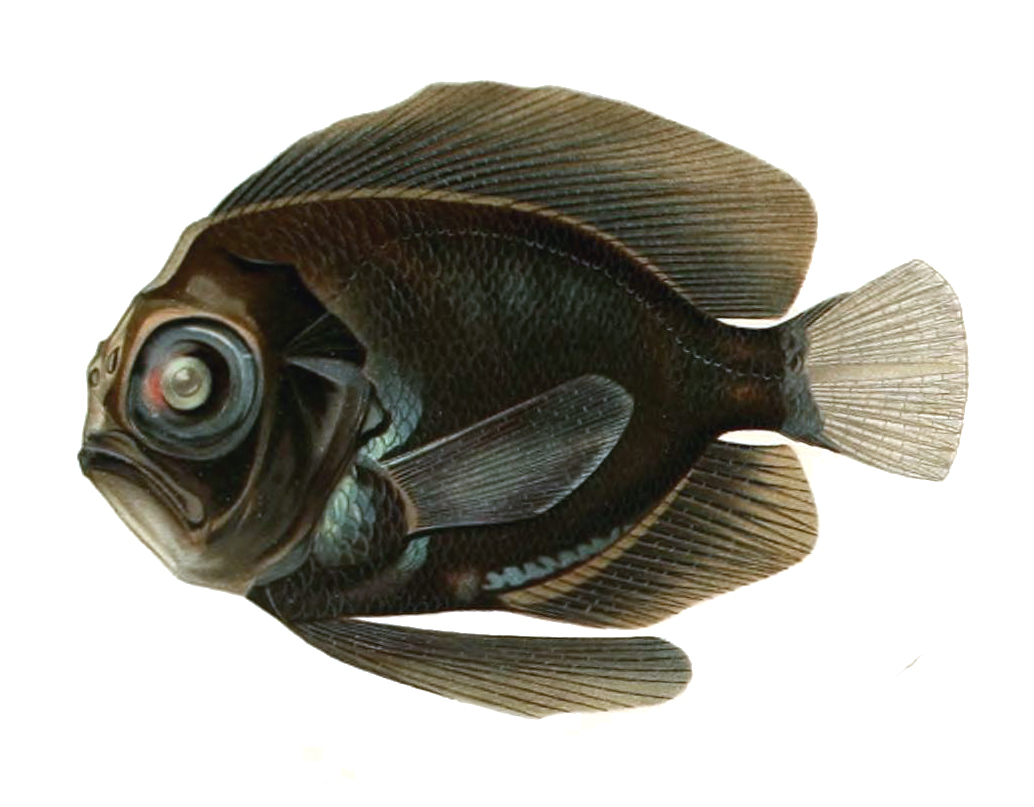
Platyberyx opalescens

  - Platyberyx andriashevi (Kukuev, Parin & Trunov, 2012)
  - Platyberyx mauli Kukuev, Parin & Trunov, 2012
  - Platyberyx opalescens Zugmayer, 1911
  - Platyberyx paucus Stevenson & Kenaley, 2013
  - Platyberyx pietschi Stevenson & Kenaley, 2013
  - Platyberyx rhyton Stevenson & Kenaley, 2013

Außer den rezenten Gattungen ist mit Chalcidichthys David, 1943 auch eine ausgestorbene Gattung aus dem oberen Miozän des südlichen Kalifornien beschrieben worden.

## Belege
1. 1 2  Joseph S. Nelson: Fishes of the World. 4th edition. John Wiley & Sons, Hoboken NJ u. a. 2006, ISBN 0-471-25031-7.
2. ↑  Mähnenbarsche auf Fishbase.org (englisch)
3. 1 2  Duane E. Stevenson, Christopher P. Kenaley: Revision of the Manefish Genera Caristius and Platyberyx (Teleostei: Percomorpha: Caristiidae), with Descriptions of Five New Species. In: Copeia. Bd. 2013, Nr. 3, 2013, S. 415–434, doi:10.1643/CI-12-086.
4. ↑  Efim I. Kukuev, Nikolay V. Parin, Ivan A. Trunov: Materials for the revision of the family Caristiidae (Perciformes): 3. Manefishes (genus Caristius) from moderate warm waters of the Pacific and Atlantic oceans with a description of three new species from the southeast Atlantic (C. barsukovi sp.n., C. litvinovi sp.n., C. walvisensis sp. n.). In: Journal of Ichthyology. Bd. 53, Nr. 8, 2013, S. 541–561, doi:10.1134/S0032945213040036.
5. ↑  Duane E. Stevenson, Christopher P. Kenaley: Revision of the Manefish Genus Paracaristius (Teleostei: Percomorpha: Caristiidae), with Descriptions of a New Genus and Three New Species. In: Copeia. Bd. 2011, Nr. 3, 2011, S. 385–399, doi:10.1643/CI-10-129.